# Reedsville (Wisconsin)
Reedsville ist eine Gemeinde (mit dem Status „Village“) im Manitowoc County im US-amerikanischen Bundesstaat Wisconsin. Im Jahr 2010 hatte Reedsville 1206 Einwohner.

## Geografie
Reedsville liegt im Osten Wisconsins, beiderseits des Mud Creek, eines Nebenflusses des in den Michigansee mündenden Manitowoc River. 
Die geografischen Koordinaten von Reedsville sind 44°09′13″ nördlicher Breite und 87°57′24″ westlicher Länge. Das Gemeindegebiet erstreckt sich über eine Fläche von 3,24 km². 
Nachbarorte von Reedsville sind Kellnersville (20,5 km nordöstlich), Whitelaw (11,2 km östlich), Valders (15,3 km südöstlich), Collins (8,8 km südsüdwestlich), Potter (14,9 km westsüdwestlich) und Brillion (10 km westnordwestlich).
Die nächstgelegenen größeren Städte sind Green Bay am Michigansee (51,9 km nördlich), Wisconsins größte Stadt Milwaukee (134 km südlich), Chicago in Illinois (280 km in der gleichen Richtung), Wisconsins Hauptstadt Madison (193 km südwestlich) und Appleton (44,8 km westnordwestlich).

## Verkehr
Der U.S. State Highway 10 führt in West-Ost-Richtung durch Reedsville. Alle weiteren Straßen sind untergeordnete Landstraßen, teils unbefestigte Fahrwege sowie innerörtliche Verbindungsstraßen.
Die nächsten Flughäfen sind der Outagamie County Regional Airport bei Appleton (54,3 km westnordwestlich), der Austin Straubel International Airport in Green Bay (54,1 km nordnordwestlich) und der Milwaukee Mitchell International Airport in Milwaukee (144 km südlich).

## Bevölkerung
Nach der Volkszählung im Jahr 2010 lebten in Reedsville 1206 Menschen in 472 Haushalten. Die Bevölkerungsdichte betrug 372,2 Einwohner pro Quadratkilometer. In den 472 Haushalten lebten statistisch je 2,56 Personen. 
Ethnisch betrachtet setzte sich die Bevölkerung zusammen aus 90,5 Prozent Weißen, 2,1 Prozent amerikanischen Ureinwohnern sowie 6,5 Prozent aus anderen ethnischen Gruppen; 1,0 Prozent stammten von zwei oder mehr Ethnien ab. Unabhängig von der ethnischen Zugehörigkeit waren 7,8 Prozent der Bevölkerung spanischer oder lateinamerikanischer Abstammung. 
27,0 Prozent der Bevölkerung waren unter 18 Jahre alt, 59,2 Prozent waren zwischen 18 und 64 und 13,8 Prozent waren 65 Jahre oder älter. 49,3 Prozent der Bevölkerung waren weiblich.
Das mittlere jährliche Einkommen eines Haushalts lag bei 50.833 USD. Das Pro-Kopf-Einkommen betrug 23.452 USD. 5,5 Prozent der Einwohner lebten unterhalb der Armutsgrenze.